# Chinees bekken
Een Chinees bekken (Eng.: China cymbal) is een muziekinstrument. Het is een bekken dat (meestal) een rauwe, schurende toon geeft. In vorm onderscheidt het bekken zich van andere bekkens door de opstaande rand en de afgeplatte gevormde bel. De klank is duidelijk anders dan bij een gewoon bekken. Het wordt gebruikt in sommige drumstellen.
Een Chinees bekken is geen standaardbekken, zoals het crashbekken en ridebekken. Een Chinees bekken kan apart op een gewone standaard worden gezet, maar de meeste drummers bevestigen hem met behulp van gelede standaard in een stand die ze al hebben staan, bijvoorbeeld die van de crash. Merken die allerlei bekkens produceren, waaronder Chinese bekkens, zijn Zildjian en Paiste.

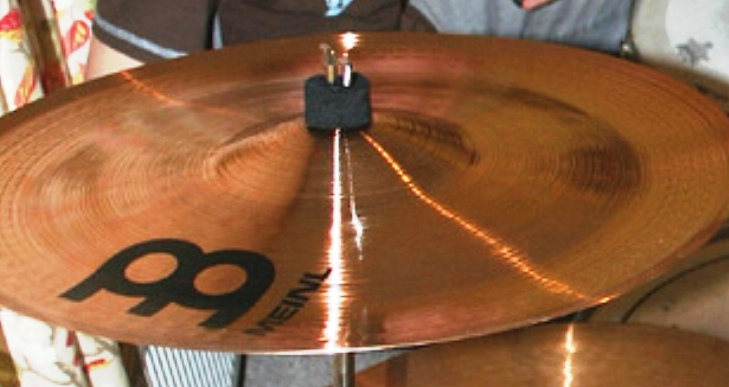
Chinees bekken van Meinl
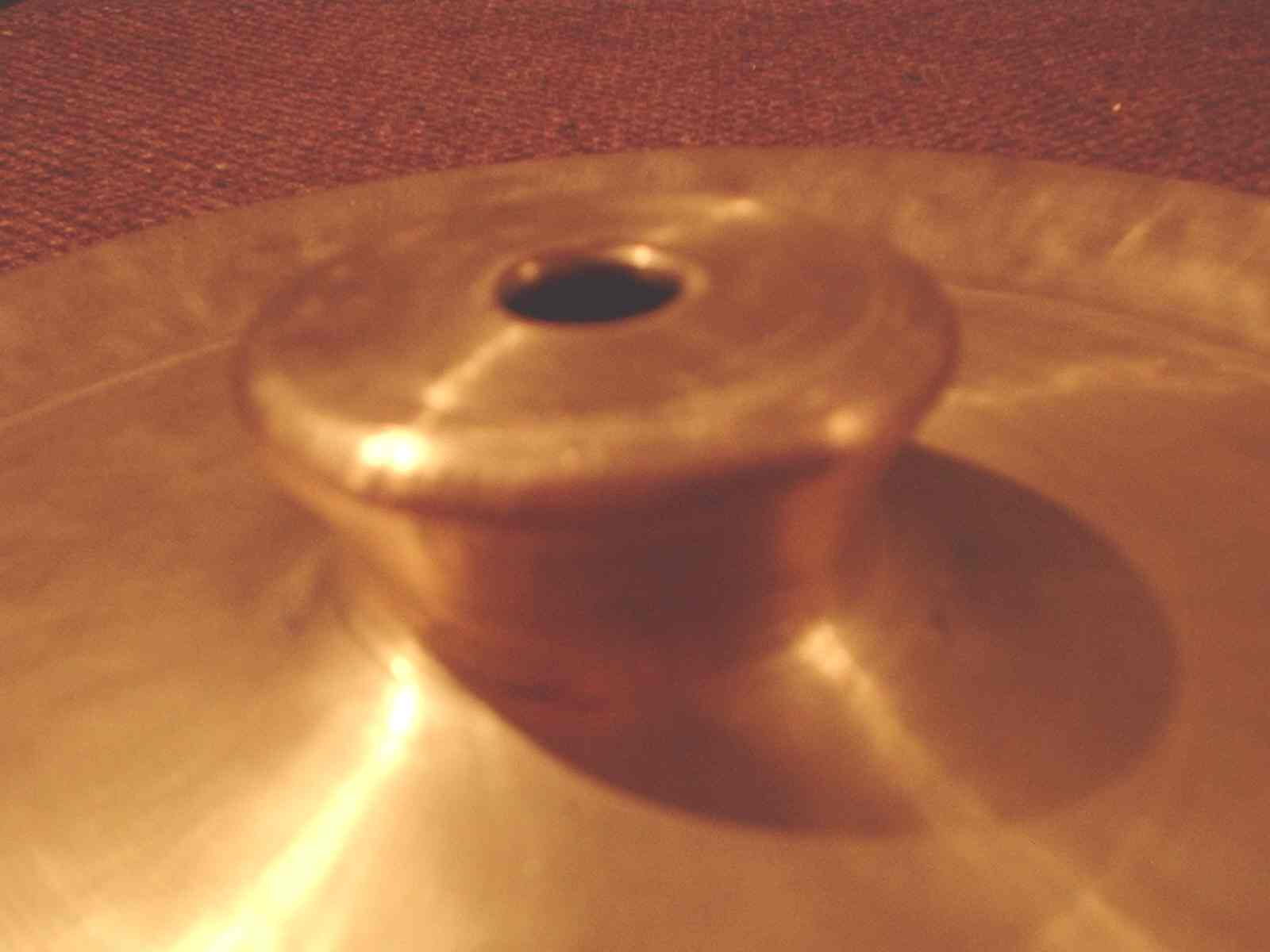
Bel van een chinees bekken
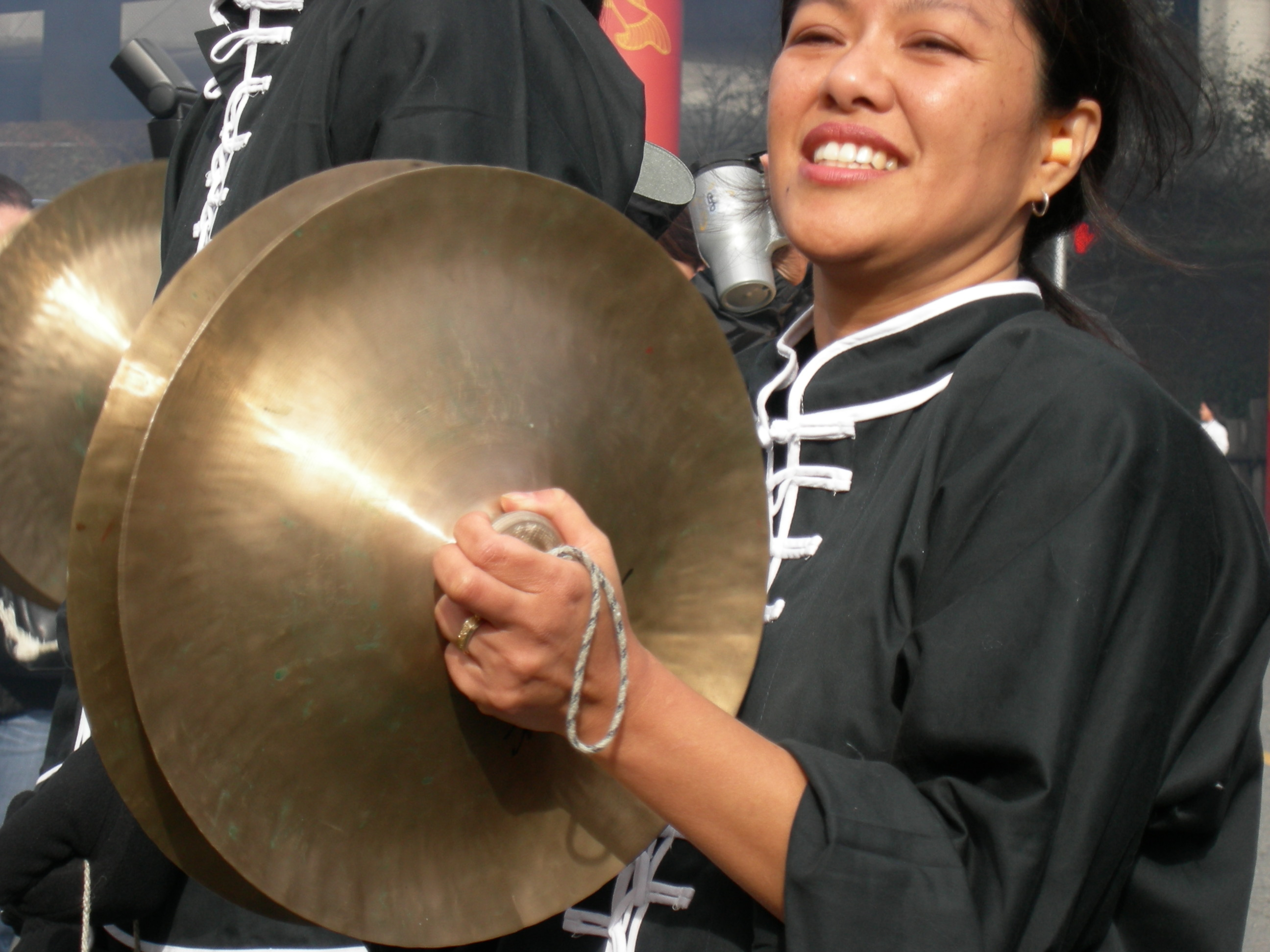
Chinese handbekkens